# Zbigniew Gonciarz
Zbigniew Gonciarz (ur. w 1934 w Piekarach Śląskich) – polski lekarz, gastrolog, internista, hepatolog, profesor zwyczajny, nauczyciel akademicki, kierownik Katedry i Oddziału Klinicznego Chorób Wewnętrznych Śląskiej Akademii Medycznej, były ordynator oddziału gastroenterologii w Wojewódzkim Szpitalu Specjalistycznym im. Świętej Barbary w Sosnowcu.

## Życiorys
Odbył studia na Wydziale Lekarskim Śląskiej Akademii Medycznej w Zabrzu. Uzyskał stopień doktora habilitowanego, a 18 grudnia 1987 nadano mu tytuł profesora w zakresie nauk medycznych. Pracował w Katedrze i na Oddziale Klinicznym Chorób Wewnętrznych, Wydziale Farmaceutycznym z Oddziałem Medycyny Laboratoryjnej w Sosnowcu Śląskiego Uniwersytetu Medycznego w Katowicach, oraz w Wyższej Szkole Nauk Stosowanych w Rudzie Śląskiej.
Objął funkcję profesora zwyczajnego w Śląskiej Wyższej Szkole Zarządzania im. gen. Jerzego Ziętka w Katowicach Zamiejscowego Wydziału Nauk o Zdrowiu i był wiceprezesem Polskiego Towarzystwa Hepatologicznego, a także zastępcą przewodniczącego Komitetu Terapii i Nauk o Leku V i VI Wydziału Nauk Medycznych Polskiej Akademii Nauk.

## Odznaczenia
- Krzyż Komandorski Orderu Odrodzenia Polski[2]

## Życie prywatne
Wdowiec. Ma dwoje dzieci -  syna Macieja (również profesora medycyny) oraz córkę Katarzynę (mikrobiologa).

## Publikacje
- 2005: Pegylowany interferon alfa-2A z rybawiryną w leczeniu przewlekłego wirusowego zapalenia wątroby typu C (raport końcowy z badań)[3]
- 2005: Pegylated interferon α-2a combined with ribavarin in therapy of chronic viral hepatitis C in treatment-naive patients[3]
- 2007: Rozpoczęcie programu przeszczepiania wątroby na Górnym Śląsku[3]
- 2011: Gastric myoelectrical activity in patients with primary biliary cirrhosis[3]